# 杜寶善
杜寶善，贵州石阡人，清朝政治人物、同進士出身。
光緒二年（1876年）清德宗登極丙子恩科進士，三甲一百二十七名，后官河南知縣。